# Конрад IV фон Вернигероде
Конрад IV (V) фон Вернигероде 'Стари' (на немски: Konrad IV (V) von Wernigerode; † сл. 24 юни 1373) е граф на Графство Вернигероде в Северен Харц (1325 – 1370).

## Произход
Той е син на граф Конрад III (IV) фон Вернигероде († 1339) и първата му съпруга принцеса Хелена фон Брауншвайг-Люнебург († 1320), дъщеря на херцог Йохан I фон Брауншвайг-Люнебург († 1277) и Луитгард фон Холщайн († 1289). Баща му се жени втори път на 2 април 1321 г. за графиня Хайлвиг фон Регенщайн († 1321), дъщеря на граф Улрих III фон Регенщайн-Хаймбург († 1322/1323) и принцеса София фон Анхалт-Ашерслебен († сл. 1308).
През 1417 г. се състои наследствено побратяване с графовете на Щолберг, които управляват от 1429 г.

## Фамилия
Конрад IV (V) фон Вернигероде се жени 1341/1342 г. за Елизабет (или Лутруд) фон Хонщайн-Херинген-Тона (* 1310/1315; † сл. 1347), вдовица на Ото I фон Щолберг († 1337/1341), дъщеря на граф Дитрих III фон Хонщайн-Клетенберг († 1329/1330) и Елизабет фон Валдек († 1371). Те имат децата:
- Конрад V/VI († 13 май-21 декември 1407), граф на Вернигероде (1358 – 1407), женен за Хайлвиг фон Липе († сл. 1419)
- Лукард († сл. 1393), омъжена за Лудвиг фон Вунсторф († сл. 1372)
- София († ок. 1373), омъжена за Ото фон Хадмерслебен-Егелн († сл. 1390), син на Ото фон Хадмерслебен-Люнебург и Луитгард фон Регенщайн
- Дитрих († 22 юли 1386), граф на Вернигероде
- Албрехт († 11 септември 1419), епископ на Халберщат (1411 – 1419)
- Хайнрих IV († 13 юни 1429), граф на Вернигероде (1375 – 3 юни 1429), женен пр. 13 февруари 1412 г. за Агнес фон Агнес фон Глайхен († 18 октомври 1427)
- Фридрих († сл. 1394), абат на манастир Илфелд (1378 – 1394)
- Маргарета († сл. 1389)
- дъщеря, омъжена за Фридрих фон Хелдрунген († сл. 1412)